# Scotty McKnight
Pour les articles homonymes, voir McKnight.
(en) Statistiques sur pro-football-reference
Scott Joseph McKnight (né le 11 février 1988 à Newport Beach) est un joueur américain de football américain.

## Enfance
Au cours de sa dernière année de lycée, McKnight a failli être expulsé après qu'il a été révélé qu'il avait écrit une entrée de journal contenant des menaces de mort contre un enseignant. Il a été suspendu indéfiniment et a manqué les huit matchs restants de la saison avec l'équipe de football du lycée. McKnight a finalement été réintégré par l'école et a à peine obtenu son diplôme.

## Carrière

### Université
Il entre à l'université du Colorado et bat les records de réceptions et touchdown sur passe de l'université du Colorado. Durant ses années à l'université, il reçoit 215 passes pour 2521 yards et vingt-deux touchdowns.

### Professionnel
McKnight est sélectionné au septième tour du draft de la NFL de 2011 par les Jets de New York au 227e choix. Il retrouve son meilleur ami qu'il a connu à l'âge de huit ans Mark Sanchez. Il signe un contrat de quatre ans avec les Jets le 29 juillet 2011. Néanmoins, il est libéré le 2 septembre après la pré-saison. Il signe avec l'équipe d'entraînement le 20 septembre. Le 1er novembre 2011, il se blesse gravement et déclare forfait pour le reste de la saison.